# Amazonka kubańska
Amazonka kubańska (Amazona leucocephala) – gatunek średniej wielkości ptaka z rodziny papugowatych (Psittacidae), spotykany w suchych obszarach leśnych Kuby, Bahamów oraz Kajmanów (na Karaibach). Bliski zagrożenia wyginięciem.

## Morfologia
Długość jej ciała wynosi ok. 28–33 cm. Jej upierzenie ma przeważnie barwę zieloną z niewielką ilością niebieskich piór na skrzydłach. Podbródek, szyja oraz spodnia część głowy są barwy różowawej. Czoło oraz obrączki wokół oczu mają kolor biały. W ubarwieniu piór głowy występują różnice pomiędzy podgatunkami oraz populacjami na różnych wyspach. Dziób jest barwy rogu, a pióra ponad uszami posiadają czarny odcień. Brzuch dorosłego osobnika jest ciemnoczerwony. Młode mają niewiele piór w tym kolorze na brzuchu, bądź nie posiadają ich tam wcale. Również szyja i głowa u młodych są jaśniejsze.

## Systematyka
A. l. palmarum (opisany w r. 1916), zamieszkujący zachodnią Kubę oraz Isla de la Juventud (pierwotnie znaną jako Isla de Pinos), był uważany za osobny podgatunek amazonki, ze względu na zielone upierzenie występujące u pewnej grupy osobników. Jednak ponowna obserwacja tych samych osobników, przeprowadzona w roku 1928 wykazała, że zaobserwowana wcześniej barwa dotyczyła jedynie upierzenia ochronnego. Poza tym nie znaleziono żadnych odstępstw od zwyczajnej formy amazonki kubańskiej.

## Podgatunki
Wyróżniono cztery podgatunki:
- A. l. bahamensis (H. Bryant, 1867), dwie populacje na Bahamach, jedna na Wielkim Abaco, druga – na Wielkiej Inagui;
- A. l. leucocephala (Linnaeus, 1758), występuje na Kubie oraz na Isla de La Juventud (Wyspie Młodości);
- A. l. caymanensis (Cory, 1886), występuje na Wielkim Kajmanie w archipelagu Kajmanów;
- A. l. hesterna Bangs, 1916, występuje na wyspie Cayman Brac, dawniej także na Małym Kajmanie.

## Rozmieszczenie i środowisko
Amazonka kubańska zamieszkuje różne środowiska na różnych wyspach. Bywa spotykana praktycznie na całej Kubie, chociaż praktycznie zasięg jej występowania jest ograniczony do zalesionych obszarów Kuby i Isla de la Juventud. Na Kubie żyje około 10 000 osobników, a na Isla de la Juventud – ok. 1100–1320. Na Kajmanach papuga zamieszkuje suche lasy oraz tereny zagospodarowane rolniczo. Populację osiadłą na Wielkim Kajmanie szacuje się na ok. 3402 osobniki (stan na 2006), a populacja na Cayman Brac liczy ok. 400–500 papug.

## Zwyczaje
Zimą amazonka kubańska gromadzi się w stada, a podczas okresu godowego dzieli się w pary.
Zwyczaje żywieniowe
Amazonka kubańska odżywia się różnymi gatunkami owoców i nasion, włącznie z owocami palm i nasionami mahoniu.
Rozmnażanie
Okres godowy trwa od marca do września. Większość podgatunków amazonki kubańskiej zakłada gniazda w dziuplach drzew. Wyjątkiem są papugi żyjące na Wielkim Abaco, które gniazdują w naturalnych otworach w wapieniu leżącym na ziemi, co chroni młode przed śmiercią w przypadku pożaru lasów sosnowych. Samica składa od dwóch do czterech jaj, które następnie wysiaduje przez 26–28 dni.

## Status
Ze względu na zmniejszanie się naturalnego środowiska amazonki, występujące co jakiś czas huragany oraz odłów z przeznaczeniem na handel jako ptak klatkowy, amazonka kubańska jest klasyfikowana jako gatunek bliski zagrożenia (NT – near threatened) w Czerwonej księdze gatunków zagrożonych IUCN. Jest chroniona na mocy załącznika I konwencji waszyngtońskiej (CITES), zgodnie z którym zabroniony jest międzynarodowy handel tymi ptakami.